# Secretario General del Partido Popular Revolucionario de Laos
El Secretario General del Comité Central del Partido Revolucionario Popular de Laos es el cargo del miembro de más alto rango del Partido Popular Revolucionario de Laos (PPRL) y también suele ser el líder supremo de Laos. Desde la toma de posesión del partido en 1975, su líder ha sido el líder de facto de Laos. El Secretario General es también el presidente de la Comisión de Defensa y Seguridad Pública, el comandante en jefe de las Fuerzas Armadas Popular Lao. De 1991 a 2006, la oficina se tituló Presidente del Comité Central del Partido Popular Revolucionario de Laos. El Comité Central del Partido elige al Secretario General. El Secretario General generalmente también se convierte eventualmente en Presidente de Laos, aunque de 1975 a 1991 y de 1992 a 1998 usualmente fue Primer ministro.

## Lista de Secretarios
| No.                | Retrato            | Nombre (año-fallecimiento)     | Término de cargo        | Término de cargo        | Término de cargo   | Comité Central |                    |
| No.                | Retrato            | Nombre (año-fallecimiento)     | Inicio                  | Final                   | Duración           | Comité Central |                    |
| Secretario General | Secretario General | Secretario General             | Secretario General      | Secretario General      | Secretario General | Secretario General                                                                                                   | Secretario General |
| ------------------ | ------------------ | ------------------------------ | ----------------------- | ----------------------- | ------------------ | --- | ------------------ |
| 1                  |                    | Kaysone Phomvihane (1920-1992) | 22 de marzo de 1955     | 29 de marzo de 1991     | 36 años y 7 días   | 1° Comité Central (1955-1972)2° Comité Central (1972-1982)3° Comité Central (1982-1986)4° Comité Central (1986-1991) |                    |
| Presidente         |                    |                                |                         |                         |                    | |                    |
| (1)                |                    | Kaysone Phomvihane (1920-1992) | 29 de marzo de 1991     | 21 de noviembre de 1992 | 1 año y 237 días   | 5° Comité Central (1991-1996)                                                                                        |                    |
| 2                  |                    | Khamtai Siphandon (1924-2025)  | 24 de noviembre de 1992 | 21 de marzo de 2006     | 13 años y 117 días | 5° Comité Central (1991-1996)6° Comité Central (1996-2001)7° Comité Central (2001-2006)                              |                    |
| Secretario General |                    |                                |                         |                         |                    | |                    |
| 3 (2)              |                    | Choummaly Sayasone (1936-)     | 21 de marzo de 2006     | 22 de enero de 2016     | 9 años y 307 días  | 8° Comité Central (2006-2011)9° Comité Central (2011-2016)                                                           |                    |
| 4 (3)              |                    | Bounnhang Vorachith (1937-)    | 22 de enero de 2016     | 15 de enero de 2021     | 4 años y 226 días  | 10° Comité Central (2016-2021)                                                                                       |                    |
| 5 (4)              |                    | Thongloun Sisoulith (1945-)    | 15 de enero de 2021     | en el cargo             | 4 años y 129 días  | 11° Comité Central (2021-2026)                                                                                       |                    |